# Tarō Hatoyama
Tarō Hatoyama (jap. 鳩山 太郎, Hatoyama Tarō; * 13. Juni 1974 in Bunkyō, Präfektur Tokio) ist ein japanischer Politiker und ehemaliger Abgeordneter des Präfekturparlaments Tokio.
Hatoyama, der Sohn des Abgeordneten und Ex-Ministers Kunio Hatoyama und der halbaustralischen Emily Hatoyama, studierte an der Waseda-Universität und arbeitete 2002 vorübergehend für einen Verlag. 2003 fand in Bunkyō eine Neuwahl für den Sitz von Shōji Saijō im Tokioter Präfekturparlament statt, der gegen das Wahlgesetz verstoßen hatte. Die Neuwahl fand gleichzeitig mit der Gouverneurswahl in Tokio statt, bei der Shintarō Ishihara mit LDP- und Kōmeitō-Unterstützung überwältigend für eine zweite Amtszeit gewählt wurde. Hatoyama gewann die Wahl in Bunkyō als unabhängiger Kandidat mit rund 4.000 Stimmen Vorsprung vor der KPJ-Kandidatin Hiroko Kotake und einem weiteren Unabhängigen. Bei den regulären Wahlen 2005 landete er im Zweimandatswahlkreis Bunkyō nur auf dem vierten Platz und verlor sein Mandat. 2007 kandidierte er als Bürgermeister von Bunkyō, landete aber hinter Hironobu Narisawa, der die Unterstützung der großen Parteien genoss und einem weiteren Unabhängigen nur auf Platz drei.
Hatoyama wurde im September 2008 Sekretär seines Vaters, als dieser Minister für allgemeine Angelegenheiten wurde; die Position behielt er bis zu dessen Rücktritt im Juni 2009. 2010 kandidierte er bei der Wahl zum Sangiin, dem Oberhaus des japanischen Parlaments, auf der Verhältniswahlliste der Shintō Kaikaku, erhielt aber nur knapp 24 Tausend Präferenzstimmen und erreichte damit Platz zwei auf der Liste hinter Generalsekretär Hiroyuki Arai, der den einzigen Sitz für die Partei im Sangiin einnahm.
Bei der Abgeordnetenhauswahl 2017 kandidierte Hatoyama im 2. Wahlkreis Tokio (=Chūō, Bunkyō & Teile anderer Bezirke) für die Partei der Hoffnung, unterlag mit 17 % der Stimmen aber Kiyoto Tsuji (LDP; 45,9 %) und Akihiro Matsuo (KDP; 37,1 %). Bei der Verhältniswahl Tokio war er mit diesem Wahlkreisergebnis ebenfalls chancenlos (sekihairitsu 37,1 %→Listenplatz 16 bei nur 3 Verhältniswahlsitzen für Kibō).

## Familie
Hatoyamas Urgroßvater Ichirō und sein Onkel Yukio sind ehemalige Premierminister Japans, sein Großvater Iichirō war Außenminister, sein Ururgroßvater Kazuo Präsident des Abgeordnetenhauses. Sein jüngerer Bruder Jirō war Bürgermeister der Stadt Ōkawa und hat Kunios Nachfolge als Abgeordneter für den 6. Unterhauswahlkreis von Fukuoka (=Kurume, Ōkawa und weitere Gemeinden) angetreten. Sein Cousin Kiichirō ist Stadtplaner und forscht an der Moskauer Lomonossow-Universität.